# Винодолска општина
Винодолска општина се налази у саставу Приморско-горанске жупаније, Република Хрватска. Сједиште општине је у Брибиру.

## Географија
Општина граничи са градовима Цриквеница, Нови Винодолски, Краљевица и Бакар, као и са општинама Мркопаљ и Фужине. Територија општине се пружа Винодолском долином од мјеста Крижишћа на сјеверозападу, до града Новог Винодолског на југозападу у дужини од 45 км. Од морске обале удаљена је око 3 км.

## Историја
До територијалне реорганизације у Хрватској општина се налазила у саставу бивше општине Цриквеница.

## Насељена мјеста
- Брибир
- Грижане-Белград
- Дривеник
- Трибаљ

## Становништво
Према попису становништва из 2001. године, Винодолска општина је имала 3.530 становника. Винодолска општина је према попису из 2011. године имала 3.577 становника.

## Знамените личности
- Јосиф Панчић, српски ботаничар и први предсједник Српске краљевске академије, рођен у мјесту Угрини, код Брибира.